# ریشه عمودی

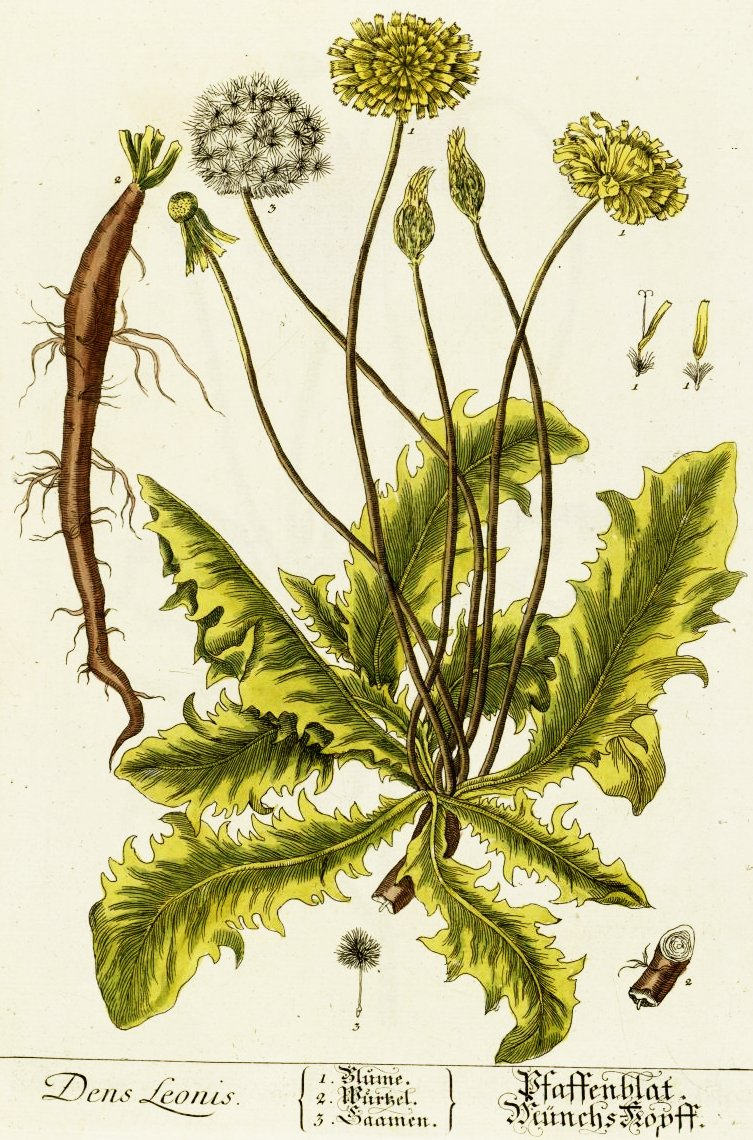
ریشهٔ عمودی قاصدک، همراه با گیاه

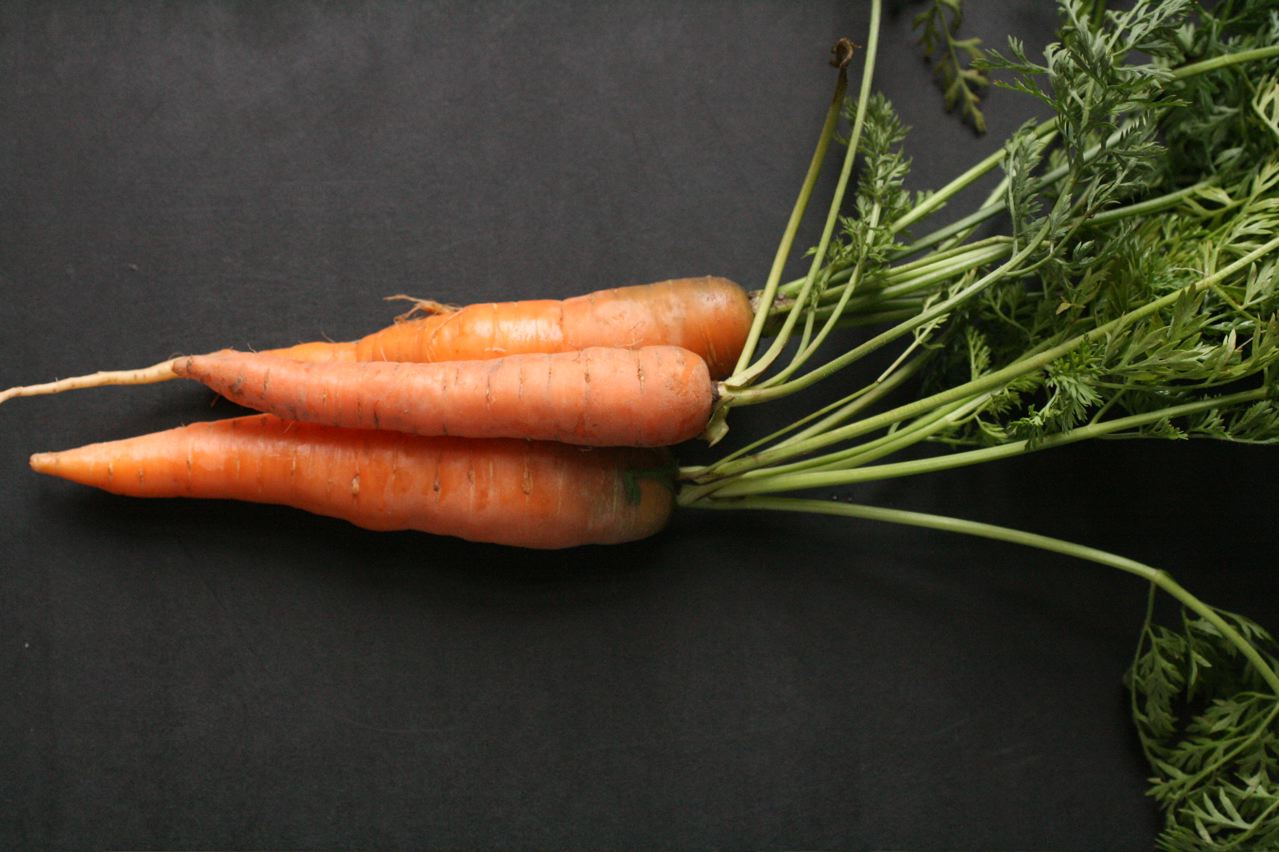
بخش خوردنی، و نارنجی‌رنگ هویج ریشهٔ عمودی آن است.

ریشه عمودی (به انگلیسی: taproot) بزرگترین، مرکزی‌ترین و غالب‌ترین ریشه است که ریشه‌های دیگر از آن جوانه می‌زنند. به طور معمول یک ریشه عمودی تا حدودی راست و بسیار ضخیم است، شکل‌اش نوک تیز است و مستقیم به سمت پایین رشد می‌کند.

## ملاحظات عمومی
پیوند بیشتر گیاهانی که ریشه عمودی دارند، یا حتی نگهداری آنها در ظروف مشکل است، به دلیل این که ریشه تمایل دارد به سرعت به سمت عمق رشد کند و در بسیاری از گونه‌ها موانع اندکی از رشد آن جلوگیری کرده به ریشه صدمه زده یا موجب مرگ گیاه خواهد شد. قاصدک با داشتن ریشهٔ عمیق از علف‌های هرزی است که ریشهٔ عمودی دارند، ریشهٔ این علف‌ها محکم‌تر از آن است که کنده شوند و اگر ریشهٔ عمودی در قسمت بالا بشکند، قسمتی که در زمین باقی‌مانده است دوباره جوانه می‌زند، بنابراین برای داشتن کنترل خوب ریشه عمودی باید حداقل چندین سانتیمتر از زیر زمین قطع شود.
در بعضی گیاهان، مثل هویج، ریشه عمودی به عنوان یک اندام ذخیره‌سازی چنان خوب توسعه یافته است که گیاه به عنوان یک گیاه خوردنی کشت می‌شود، و با انتخاب آن بخاطر اندازه و طعم در ظرفیت ذخیره‌سازی آن مبالغه شده است.

## توصیف
دولپه‌ای‌ها، یکی از دو طبقه‌بندی گیاهان گلدار، با ریشهٔ عمودی، که ریشهٔ اصلی تشکیل شده از بزرگ شدن ریشه‌چهٔ حاصل از دانه است، شروع می‌کنند. ریشهٔ عمودی می‌تواند در سراسر زندگی گیاه دائمی باشد، اما در بیشتر مواقع بعدها با رشد و توسعهٔ گیاه با سیستم ریشهٔ فیبری جایگزین می‌شود. یک ریشهٔ عمودی دائمی زمانی تشکیل می‌شود که ریشه‌چه
در حال رشد است و ریشه‌های جانبی کوچک‌تر در طول ریشهٔ عمودی تشکیل می‌شوند. شکل ریشه‌های عمودی متفاوت است اما اشکال معمولی عبارتند از:
- ریشهٔ مخروطی:این نوع از غدهٔ ریشه مخروطی شکل است، بخش بالایی آن عریض است و به تدریج که به سمت پایین‌تر می‌رود نازکتر می‌شود:مثل هویج
- ریشهٔ دوکی‌شکل: وسط این نوع ریشه عریض‌ترین بخش آن است و بالا و پایین آن نازکتر است:مثل ترب
- ریشهٔ شلجمی:ریشه ظاهری مانند فرفره دارد. این ریشه در بخش بالایی بسیار پهن است و ناگهان در بخش پایینی مانند دم بسیار نازک می‌شود: مثل شلغم

بیشتر ریشه‌های عمودی به اندام‌های ذخیره‌سازی تغییر شکل یافته‌اند.
تعدادی از گیاهانی که ریشهٔ عمودی دارند:
- چغندر
- باباآدم
- هویج
- چغندر قند
- قاصدک
- جعفری
- شقاقل
- ترب
- برنجاسف
- شلغم

## توسعه
ریشه عمودی از ریشه‌چهٔ یک‌دانه که ریشهٔ اولیه را شکل می‌دهد رشد کرده و توسعه می‌یابد. ریشهٔ عمودی به ریشهٔ ثانویه انشعاب می‌یابد؛ که آن هم به نوبهٔ خود منشعب شده و ریشهٔ سوم را تشکیل می‌دهد. همهٔ این‌ها ممکن است بیشتر انشعاب حاصل کرده و ریشهٔ فرعی را تشکیل بدهند. در بیشتر گونه‌های گیاهی ریشه‌چه کمی بعد از جوانه‌زدن دانه می‌میرد، که موجب تشکیل سیستم ریشهٔ فیبری می‌شود، که فاقد یک ریشهٔ اصلی رشد کننده به طرف پایین است. بیشتر درختان زندگی را با یک ریشهٔ عمودی شروع می‌کنند. اما در طول یک یا چند سال سیستم اصلی ریشه به سیستم فیبری گسترده ریشه با ریشه‌های سطحی عمدتاً افقی در حال رشد و فقط چند تا ریشه عمودی عمیقاً محکم تغییر می‌کند. یک درخت معمولی که ۳۰ الی پنجاه متر ارتفاع دارد سیستم ریشه‌ای دارد که بسته به ارتفاع درخت به طور افقی در تمام جهت‌ها گسترده می‌شود، اما بیش از ۹۵٪ از ریشه‌ها در بالای ۵۰ سانتیمتری خاک قرار دارند.
خصوصیات خاک تأثیر زیادی بر چگونگی ریشه‌های عمودی دارد، برای مثال، خاک عمیق و غنی از منابع موجب گسترش ریشه‌های عمودی در بسیاری از گونه‌های بلوط مثل بلوط سیاه کالیفرنیا می‌گردد، در حالیکه خاک رس موجب رشد ریشه‌های عمودی چندگانه می‌گردد.

## نگارخانه

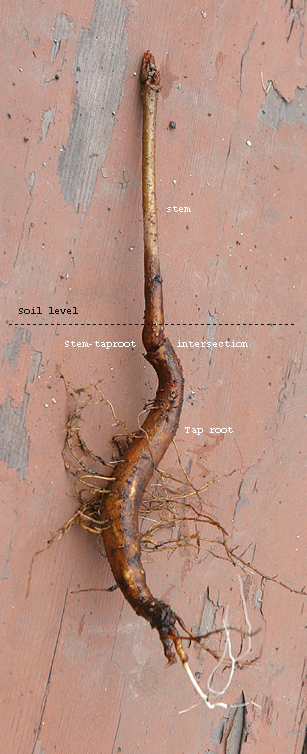
ریشه عمودی یک درخت
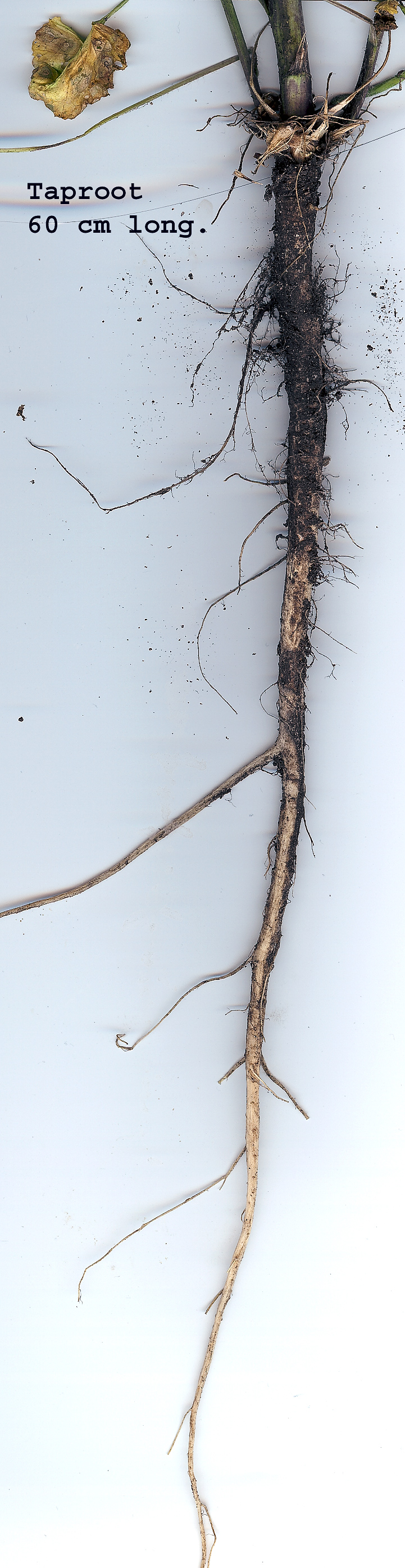
ریشه عمودی
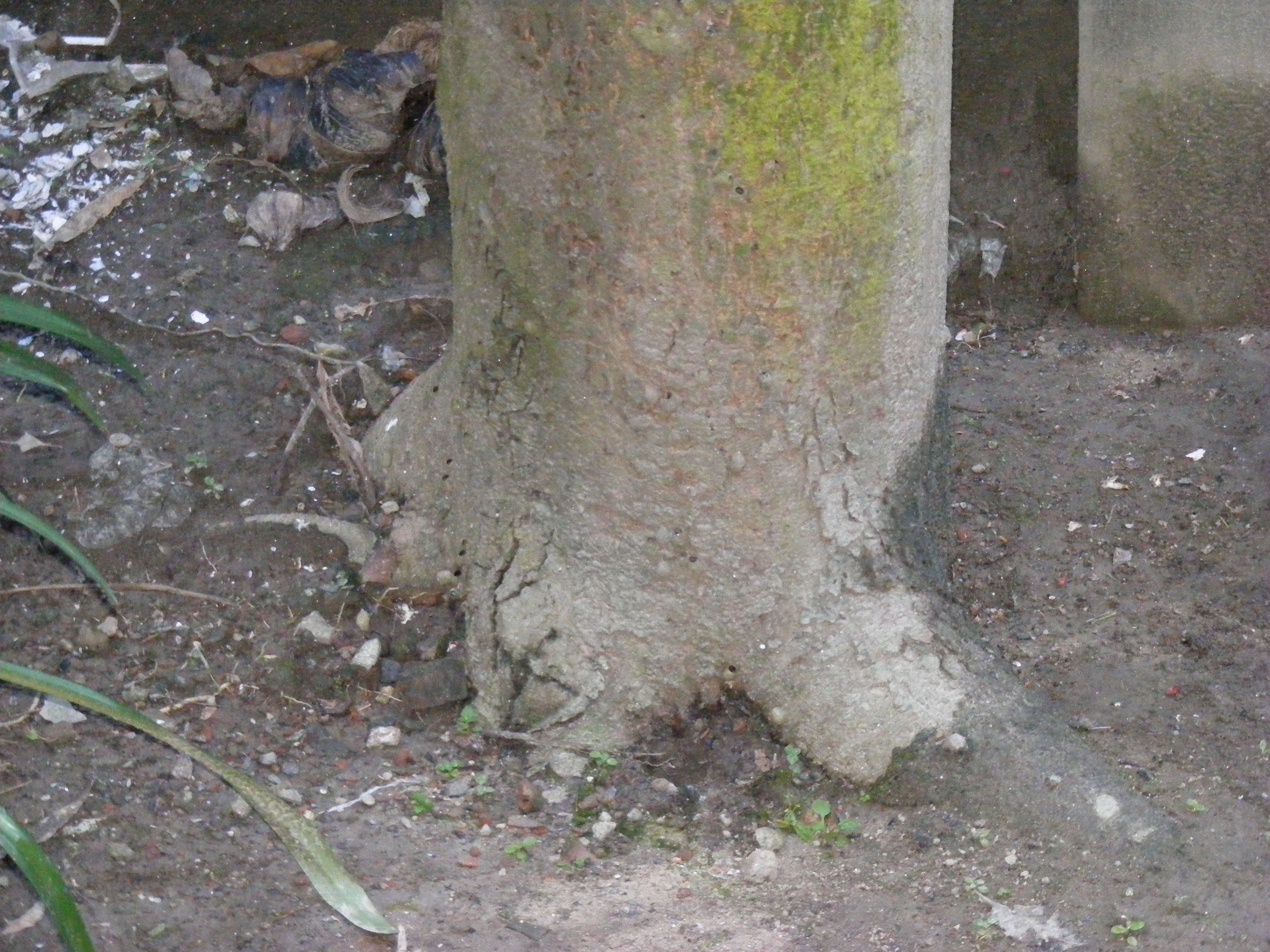
ریشه عمودی درخت بالغ انبه را می‌توانید به صورت مجزا ببینید.